# Nicole Clarence
Nicole Clarence, née le 3 août 1922 à Paris 17e et morte le 3 août 2007 à Boulogne-Billancourt, est une résistante et journaliste française.
Membre du mouvement Franc-Tireur, elle œuvre pendant plusieurs années dans la Résistance française intérieure avant d'être arrêtée et déportée,. Elle s'évade lors d'une Marche de la mort en avril 1945. Elle devient par la suite journaliste pour l'agence Magnum, les magazines Elle et Madame Figaro.

## Biographie

### Enfance
Nicole Clarence naît dans une famille d'origine juive mais athée, originaire du nord de la France et d'Alsace-Lorraine, relativement aisée. Son père est négociant de laine, et sa mère s’occupe du foyer familial. Elle a un frère plus âgé. Elle entre en première année d’études commerciales juste avant que la guerre ne soit déclarée.
En juin 1940, après la défaite française, la famille de Nicole Clarence quitte Paris pour la zone sud. Ils s'installent dans un premier temps à Toulon, puis Nice. Nicole entre grâce à son frère aux Éclaireurs de France, association de scoutisme laïque masculine, et devient cheftaine d'une meute de louveteaux. Elle a notamment dans son groupe Jean Jacob, le frère de Simone Veil et de Denise Vernay. En 1942, sa famille déménage à Marseille, où elle poursuit son engagement de cheftaine les week-end et travaille à la permanence des Éclaireurs de France la semaine.

### Participation à la Résistance intérieure française
Jouissant d'une grande liberté de mouvement du fait de son affiliation aux Éclaireurs de France, elle réalise ses premières actions de résistance en 1941-1942 : des repérages de bâtiments allemands le long des côtes.
A cette période, son père est arrêté comme juif et franc-maçon, puis libéré. Sa famille étant recherchée, ils partent s'installer en Savoie près d'Annecy. Lors d'un stage d'art dramatique des Éclaireurs de France, dirigé par Eugène Claudius-Petit, elle est mise en relation avec Jean-Pierre Lévy, fondateur du mouvement de résistance Franc-Tireur et Élie Péju. A la même époque, par l'intermédiaire d'un ami d'enfance, elle héberge avec l'accord de ses parents du matériel de radio clandestine, émettant pour Radio Londres. Elle passe également des messages. En 1942, alors qu'elle transporte un message codé entre Annecy et Grenoble, elle est arrêtée par un membre de la Gestapo qui l'agresse sexuellement, lui vole son argent et la relâche sans avoir découvert son message.
Elle quitte alors ses parents, déménage à Lyon et intègre le secrétariat national du mouvement Franc-Tireur : son nom de code est Annette. Durant toute l'année 1943, elle y assure un travail de liaison, de transport d'armes et de plastic, de tracts et de journaux - le mouvement Franc-Tireur éditant un journal clandestin. Elle réalise des faux-papiers. Elle entre en contact par l'intermédiaire d'un cousin avec le réseau Buckmaster Acolyte, réseau anglais du S.O.E. chargé des actions de sabotage et du soutien à la Résistance intérieure française. Elle participe dans ce cadre à des opérations de réception de parachutages d’armes et d’argent dans la région de Roanne.
Repérée par la Gestapo, en septembre 1943, les responsables de son réseau décident de la transférer à Paris, après avoir communiqué codes et mission à Denise Vernay, qui la remplace à Lyon, et dont elle avait fait la connaissance à Nice lors de son engagement aux Éclaireurs de France,. Sous le pseudonyme de Dominique, elle intègre les Mouvements unis de la Résistance (MUR), qui se fondent en 1944 dans le Mouvement de libération nationale (MLN), sous la direction de Jacques Jourda. Elle possède alors plusieurs fausses identités.

### Arrestation et déportation
En août 1944, un agent du bureau du MLN où elle travaille est arrêté et torturé : elle livre les noms d'une grande partie des membres du réseau. Nicole Clarence est arrêtée le 4 août 1944, conduite à la Gestapo rue de la Pompe, où elle subit de nombreux interrogatoires et est torturée. Elle est incarcérée à la prison de Fresnes le 10 août. Elle est déportée sous le nom de Nicole Audibert, le 15 août 1944 vers le camp de Ravensbrück dans le convoi des 57 000, convoi de femmes principalement composé de résistantes. Elle reçoit le matricule N° 57 443. En septembre, elle est transférée, avec ses 8 co-détenues, au Kommando Schöenefeld près de Leipzig et est contrainte de travailler, pendant huit mois, dans l'usine HASAG de fabrication d'obus à destination de la Wehrmacht. Comme un certain nombre de déportées, elle tient avec ces co-détenues un carnet de recettes pour supporter la déportation et les récite comme s'il s'agissait de poèmes,,.
Face à l'avance des troupes alliées, le Kommando est évacué le 15 avril 1945 emmené dans une Marche de la mort vers l'ouest, par groupe de 5 000. Comme Raymonde Tillon-Nédelec, et malgré une pneumonie qui l'invalidait sérieusement, Nicole Clarence s'échappe, avec huit autres prisonnières, sur la route et finit, après quelques jours d’errance, par rejoindre, le 21 avril 1945, les troupes américaines stationnées dans la ville allemande de Colditz. Elle est rapatriée à Paris le 21 mai 1945 à l’hôtel Lutétia,. Cette évasion est racontée dans le livre de Suzanne Maudet et celui de Gwen Strauss.
À la fin de la guerre, elle est nommée sous-lieutenant des Forces Françaises Libres, et adhère à l'Association nationale des anciennes déportées et internées de la Résistance (ADIR).

### Journaliste
Nicole Clarence se marie en 1946 avec un résistant également revenu de déportation, avec qui elle aura une fille.
À partir de 1957, elle travaille pour l'agence Magnum, à Paris et à New York en tant que journaliste. Dans les années 1960, elle dirige le service photo au magazine Elle. En 1964, elle y publie Le journal de Nicole vingt ans après, un témoignage de son arrestation et de sa déportation. Elle travaille également pour Madame Figaro,.
Au cours de ces années de journalisme, elle se lie d'amitié notamment Monique Jacot, Henri Cartier-Bresson, Marc Riboud.
Plus tard, elle quitte le journalisme pour se consacrer à sa passion, la peinture.
Nicole Clarence meurt à Boulogne-Billancourt le 3 août 2007, à l’âge de 85 ans.

## Distinctions
- Officier de la Légion d'honneur (novembre 1990)[25] ;
- Croix de guerre 1939–1945, palme de bronze[23] ; citation à l'ordre de l'armée pour services de guerre exceptionnels, sous les noms de code : Annette-Dominique, Nicole, Audibert-Jacqueline, Martial[26] ;
- Médaille de la Résistance française (décret du 11 mars 1947)[27],[28] ;
- Croix du combattant volontaire de la Résistance[9].